# Ledouxia
Ledouxia es un género de arañas cangrejo de la familia Thomisidae. Contiene una sola especie, Ledouxia alluaudi. El género fue descrito por Lehtinen en 2004.
Aparece registrado en una sección de la publicación Arthropoda Selecta Special.

## Distribución
Se distribuye por África, en Mauricio y Reunión.